# Giờ mùa hè Tây Âu
| Xanh dương nhạt | Giờ Tây Âu (UTC+0)                                               |
| xanh dương      | Giờ Tây Âu (UTC+0) Giờ mùa hè Tây Âu (UTC+1) Giờ mùa hè Anh Quốc |
| nâu             | Giờ Trung Âu (UTC+1) Giờ mùa hè Trung Âu (UTC+2)                 |
| kaki            | Giờ Đông Âu (UTC+2) Giờ mùa hè Đông Âu (UTC+3)                   |
| vàng            | Giờ Kaliningrad (UTC+2)                                          |
| lục nhạt        | Giờ Viễn đông châu Âu/ Giờ Moskva (UTC+3)                        |

Giờ mùa hè Tây Âu (tiếng Anh: Western European Summer Time, viết tắt là WEST) là múi giờ Tây Âu thời gian thời gian tiết kiệm ánh sáng ban ngày, so với thời gian tiêu chuẩn thế giới là một giờ trước đó. Nó được thông qua bởi các quốc gia và khu vực sau đây:
- Quần đảo Canaria
- Quần đảo Faroe
- Đông Bắc Greenland
- Iceland
- Khu tự trị Madeira
- Đại lục Bồ Đào Nha
- Cộng hòa Ireland
- Vương quốc Anh

Ở Anh, Giờ ban ngày Tây Âu còn được gọi là Giờ chuẩn Anh hoặc Giờ mùa hè của Anh (BST), Cộng hòa Ireland gọi đó là Giờ chuẩn Ireland hoặc Giờ mùa hè Ireland. (Giờ mùa hè Ireland), được gọi là IST.
Thời gian mùa hè ở Tây Âu bắt đầu lúc 1:00 vào Chủ nhật cuối cùng của tháng 3 và kết thúc lúc 1:00 vào Chủ nhật cuối cùng của tháng 10. Những khu vực này sử dụng Giờ Tây Âu vào mùa đông.

## Các quốc gia sử dụng Giờ ban ngày miền Tây
Sau đây là danh sách các quốc gia sử dụng Giờ tiết kiệm ánh sáng ban ngày của Tây Âu, trừ khi có quy định khác, đề cập đến mùa hè.
- Quần đảo Canary, bắt đầu từ năm 1980 (các phần khác của Tây Ban Nha sử dụng Giờ ban ngày Trung Âu, UTC+2)
- Quần đảo Faroe, bắt đầu từ năm 1981
- Cộng hòa Ireland
  - 1916-39 IST mùa hè
  - 1940-46 IST trong suốt cả năm
  - 1947-68 IST mùa hè
  - Năm 1968-71 IST hàng năm
  - Năm 1972 - IST mùa hè
- Bồ Đào Nha
  - 1977-92 Giờ Tây Âu
  - 1993-95 Giờ mùa hè Trung Âu
  - 1996 - hiện tại thời gian mùa hè Tây Âu (trừ Azores)
- Vương quốc Anh
  - 1916 - Mùa hè 1899 BST
  - Bắt đầu BST cả năm vào mùa xuân năm 1940
  - BST vào mùa đông năm 1941-45 (BDST = BST + 1 vào mùa hè năm 1941
  - BST mùa hè 1946
  - BST vào mùa xuân và mùa thu năm 1947 (BDST = BST + 1 vào mùa hè năm 1947)
  - BST mùa hè 1948
  - BST năm 1968
  - 1972 - BST mùa hè